# Wita-Stosa pamięci estetycznych zarysów siedem
Wita-Stosa pamięci estetycznych zarysów siedem – poemat Cypriana Kamila Norwida z 1856 roku zawierający zarys poglądów estetycznych poety w obrazach.

## O poemacie
Wita-Stosa pamięci estetycznych zarysów siedem jest utworem cyklicznym, którego poszczególne części powstawały zapewne w różnych, choć nieodległych od siebie latach. Poemat został poświęcony pamięci Wita Stowosza. Poeta interesował się Stwoszem podczas pobytu we Florencji w 1844 i dwukrotnie wypowiadał się na jego temat w 1849 ubolewając, że musiał osiąść pod koniec życia w Norymberdze i został policzonym pomiędzy norymberczyki. Jest bardzo prawdopodobne, że Norwid widział dzieła krakowskie i norymberskie rzeźbiarza w trakcie podróży w 1842.
Całość została skomponowana w pierwszej połowie 1856 roku i wysłana Lucjanowi Siemieńskiemu w Krakowie. Celem poety było wówczas przeciwstawienie się obrazoburstwu towiańczyków. W liście z czerwca 1856 roku pisał: Tak się z ikonoklastyzmem towiańszczyków stało że zabiłem go od ś-go Łukasza począwszy, aż przez całą herezję bizancką, przeprowadziwszy rzecz na faktach krwią i męczeństwem okupionych, prawomocności sztuki chrześcijańskiej dowodząc. Utwór ukazał się drukiem w Dodatku Miesięcznym do krakowskiego Czasu w 1856 roku.
Poemat złożony z siedmiu części napisanych rymowanym jedenastozgłoskowcem liczy 144 wiersze.

## Treść

### Piękno
Jak Bóg może znieść tyle brzydoty, która istnieje w świecie? Jeśli spojrzeć okiem artysty, niczego się nie zazdrości i niczego nie nienawidzi. Dopiero pycha jest końcem kontemplacji i zatrzymaniem boskiego promienia.

### Ewangelista
Do apostołów przyłączył się neofita Łukasz (co znaczy: światły). Spisał to co usłyszał od Pawła, Barnaby i Matki Bożej, a potem na desce stołu namalował jej portret. Rysunek podobny jest do pisma i litery, a ich praca, do wołu, który długo był symbolem bóstw, aż w Betlejem zgiął kolana przed Panem.

### Męczennik
Cesarz bizantyński Leon wyklął obrazy i prześmiewczo nosił płaszcz Najświętszej Dziewicy. Jego następcy: Teofil i Michał karali malarzy wygnaniem lub śmiercią. Mnich Łazarz umiał wyrazić w obrazie treść wieczną. Pojmany i umęczony, widział wdzięk lilii polnej i świętego Łukasza, który go przyzywał. A potem zniknął w dymie, który go okrył.

### Chrzciciel
Naród bułgarski, żyjący bez Boga i wiary, dotknięty zarazą, podobny był do Łazarza. Pogański książę buduje nowe miasta i zaprasza mnicha Metodego, pisarza i malarza, by ozdobił nowy gmach. Gdy mnich odkrył swe dzieło przed osłupiałym ludem, ten ujrzał rzesze na Sądzie Pańskim. A Metody mówił im, że obraz jest tylko cieniem rzeczy dziejących się nad naszą głową, które odkrywa dopiero Objawienie. Potem zamieniwszy pędzel na kropidło, żegnał cienie, a obdarzał ich światłem. Chrzcząc uratował Bułgarię.

### Krytyk ex professo
Krytyk z powołania podobny jest odźwiernemu na pustyni. Jeśli chcesz wiedzieć jak ważna jest twa praca sprawdź jak prędko wraca od niej twa myśl do Boga.

### Manieryzm
Akrobata, który cierpi jak męczennicy wciągani na krzyż robi to dla zadziwienia a nie dla zbawienia świata.

### Profan
Scypion palił dorobek Kartaginy, gdy Mummius na drugim krańcu imperium łupił Korynt. Kazał pakować wazy, klejnoty i rzeźby i ostrzegał sługi, że jeśli ktoś uszkodzi któregoś Apollina czy Jowisza, da mu dłuto i marmur i każe rzecz wykonać od nowa.